# Hajdúvid megállóhely
Hajdúvid megállóhely egy Hajdú-Bihar vármegyei vasútállomás Hajdúböszörmény településen, a MÁV üzemeltetésében. A névadó (1978-ig önálló) Hajdúvid településrész belterületének keleti szélén helyezkedik el, a 3502-es út és a belterületre bevezető 35 101-es számú mellékút szétágazásának északi oldalán, közúti elérését e két út biztosítja.

## Vasútvonalak
A megállóhelyet az alábbi vasútvonalak érintik:
- Debrecen–Tiszalök-vasútvonal

## Kapcsolódó állomások
A megállóhelyhez az alábbi állomások vannak a legközelebb:
- Hajdúböszörmény vasútállomás (Debrecen–Tiszalök-vasútvonal)
- Hajdúdorog vasútállomás (Debrecen–Tiszalök-vasútvonal)

## Forgalom
| Járat        | Útvonal | Gyakoriság                          |
| ------------ | --- | ----------------------------------- |
| személyvonat | Tiszalök – Szorgalmatos – Egyházerdő – Tiszavasvári – Tedej – Hajdúnánás-Vásártér – Hajdúnánás – Hajdúdorog – Hajdúvid – Hajdúböszörmény – Zelemér – Hajdúszentgyörgy – Józsa – Tócóvölgy – Debrecen                           | 2 óránként                          |
| személyvonat | Tiszalök → Szorgalmatos → Egyházerdő → Tiszavasvári → Tedej → Hajdúnánás-Vásártér → Hajdúnánás → Hajdúdorog → Hajdúvid → Hajdúböszörmény → Zelemér → Hajdúszentgyörgy → Józsa → Tócóvölgy → Debrecen → Vámospércs → Nyírábrány | Munkanapokon napi 1 Nyírábrány felé |